# Kilkea
Cet article court présente un sujet plus développé dans : Athy.
Kilkea, parfois orthographié Kilkee, est une bourgade rattachée à la ville d'Athy, au sud-ouest de Dublin, dans le Comté de Kildare en Irlande. Elle est notable pour son château et pour être le village de naissance de l'explorateur polaire Ernest Shackleton.

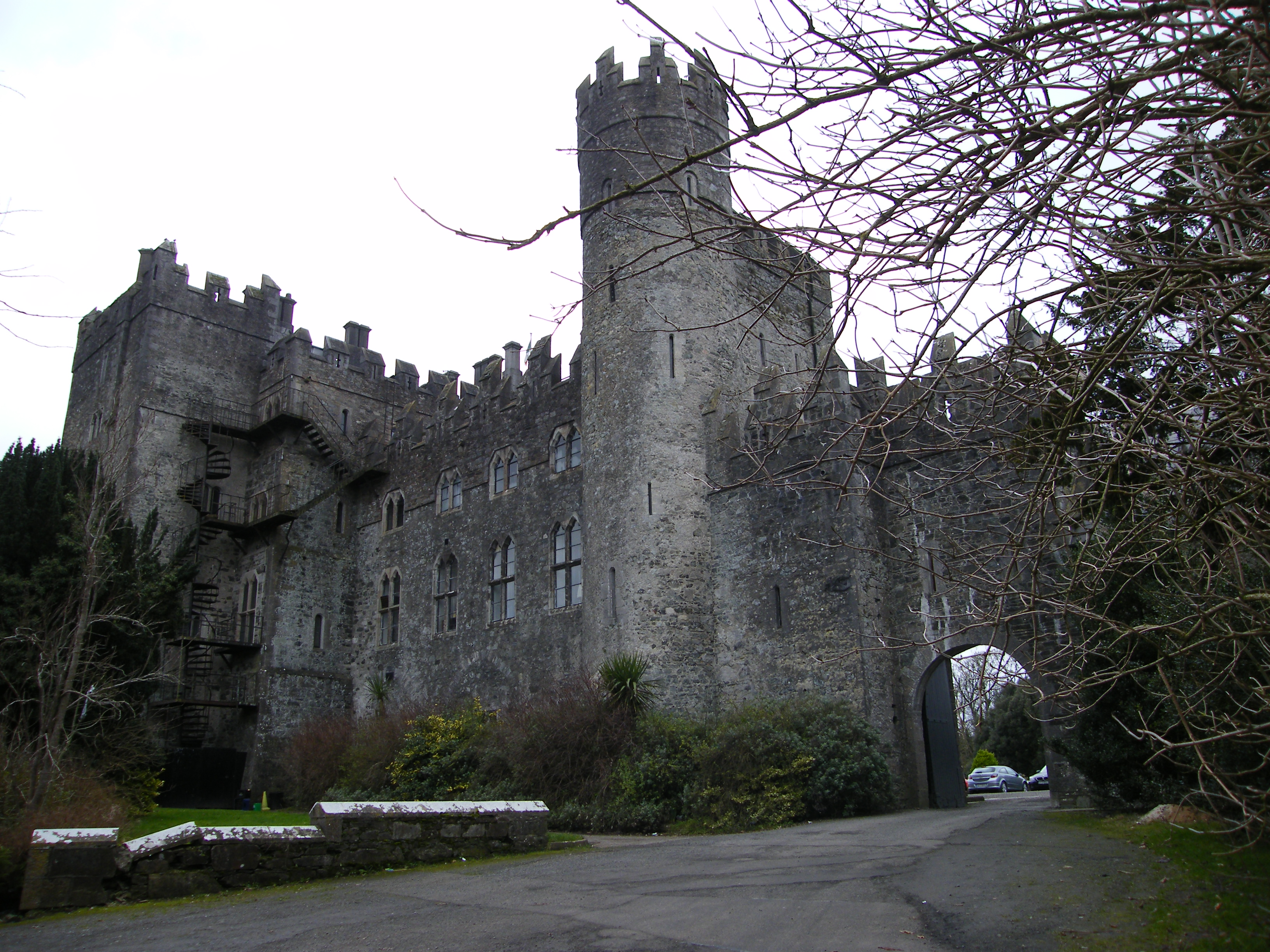
Kilkea Castle
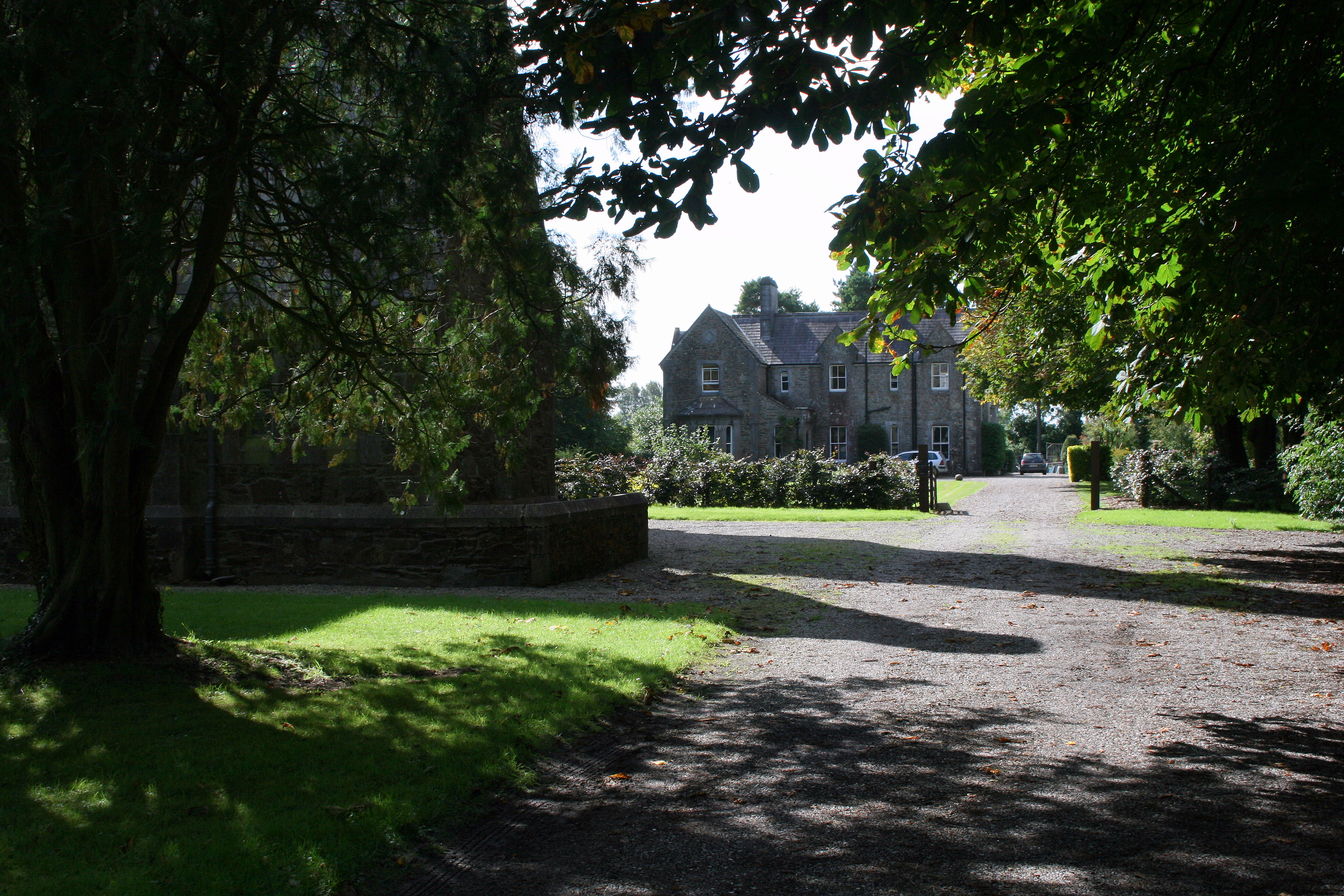
Kilkea